# Coumans
Cet article concerne le peuple couman. Pour la langue coumane, voir Couman.
Pour les articles homonymes, voir Coumans (homonymie).
IXe siècle – 1241
Entités précédentes :
- Petchénègues

Entités suivantes :
- Empire mongol

Les Coumans, Kipchaks ou Polovtses (appelés aussi Cumans, Comans, Kaptchaks, Quiptchaques ou Koumans, Kumanlar en turc, kunok en hongrois, Cumani en roumain, Половці (Polovts) en ukrainien, Половцы (Polovtsy) en russe, Кумани (Kumani) en bulgare, Қыпшақ (Qīpshaq) en kazakh) sont un peuple turcophone nomade, initialement de religion tengriste, qui occupa du XIe siècle au XIIIe siècle un vaste territoire s'étendant de l'Irtych à la mer Noire. Formant originellement deux groupes de nations distinctes, Kipchaks et Coumans finirent par former un même grand ensemble.
En 888, les Coumans, alors établis entre les fleuves Oural (Iaïk) et Volga, avaient chassé les Petchénègues de ces territoires. Au XIe siècle, ils migrèrent vers l'ouest sur la steppe pontique à travers l'actuelle Ukraine méridionale, dans les bassins du bas-Don, du bas-Dniepr, du bas-Dniestr et du bas-Danube, entre la mer Noire et la Rus' de Kiev qu'ils affrontent au XIIe siècle. Au XIe siècle, les Coumans se répandent dans les territoires peuplés de Valaques et de Magyars, qui formeront plus tard la Moldavie, la Valachie et la Transylvanie. De là, ils mènent des campagnes de pillage dans l'Empire byzantin, dans le royaume de Hongrie, en Serbie et dans le royaume bulgaro-valaque. Lorsqu'ils sont vaincus, ils s'engagent comme mercenaires et passent au christianisme. Parmi les Bulgares, les Valaques et les Magyars, ils s'intègrent à l'aristocratie des voïvodes, des boyards, des joupans et des ispán : c'est ainsi qu'en Hongrie ils s'établirent dans la région appelée depuis Coumanie tandis qu'en Valachie ils auraient pu être, selon certains auteurs, à l'origine de la dynastie des Basarab. Un esclave kiptchak qui sera connu sous le nom de Baybars deviendra sultan d'Égypte.

## Étymologie
Les Coumans étaient probablement alliés aux Alains (peuple iranien) et tiraient leur nom du mot turc kum, le « sable », également à l'origine du mot « koumyk » (peuple qui affirme descendre des Coumans).
Le terme Kipchaks signifierait « arbre creux » (cf. moyen turc : kuv ağaç ) et désigne une autre tribu; selon eux, à l'intérieur d'un arbre creux, leur ancêtre humaine originelle a donné naissance à son fils. Gyula Németh fait référence au qıpčaq sibérien « en colère, colérique » attesté uniquement dans le dialecte sibérien Sağay (un dialecte khakas).

## Histoire

### Origine confuse des Coumans et des Kipchaks

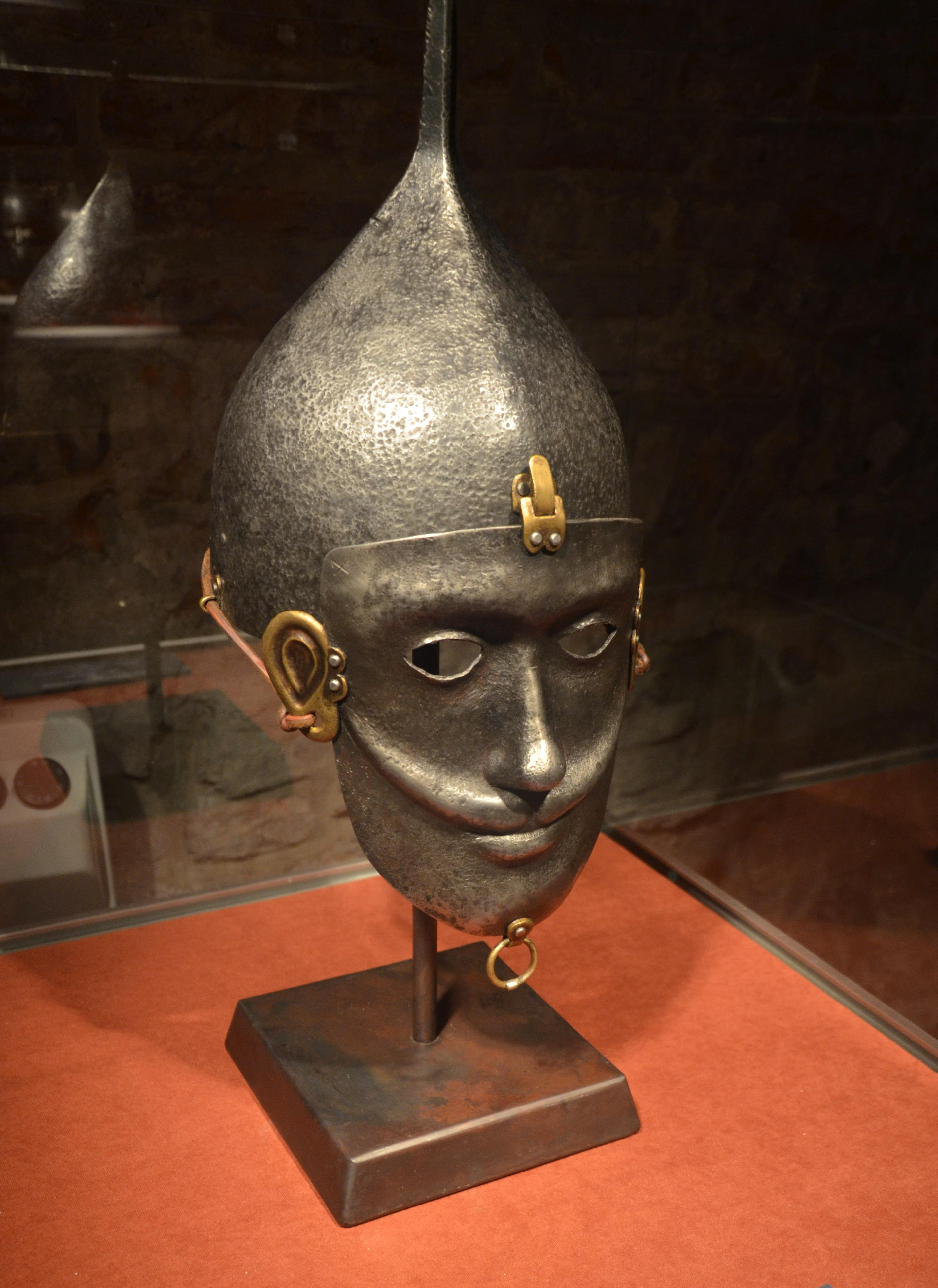
Masque de combat couman.

Les Coumans sont mentionnés pour la première fois comme une entité ethnique distincte au XIIIe siècle. Ils étaient reconnus comme des opposants aux anciennes tribus turques selon les inscriptions de la stèle de Bayan-chor khan. À partir du Xe siècle, les auteurs arabes et persans les incluent dans les principaux groupes ethno-politiques de la steppe eurasienne, aux côtés des Kimeks et des Oghuz.

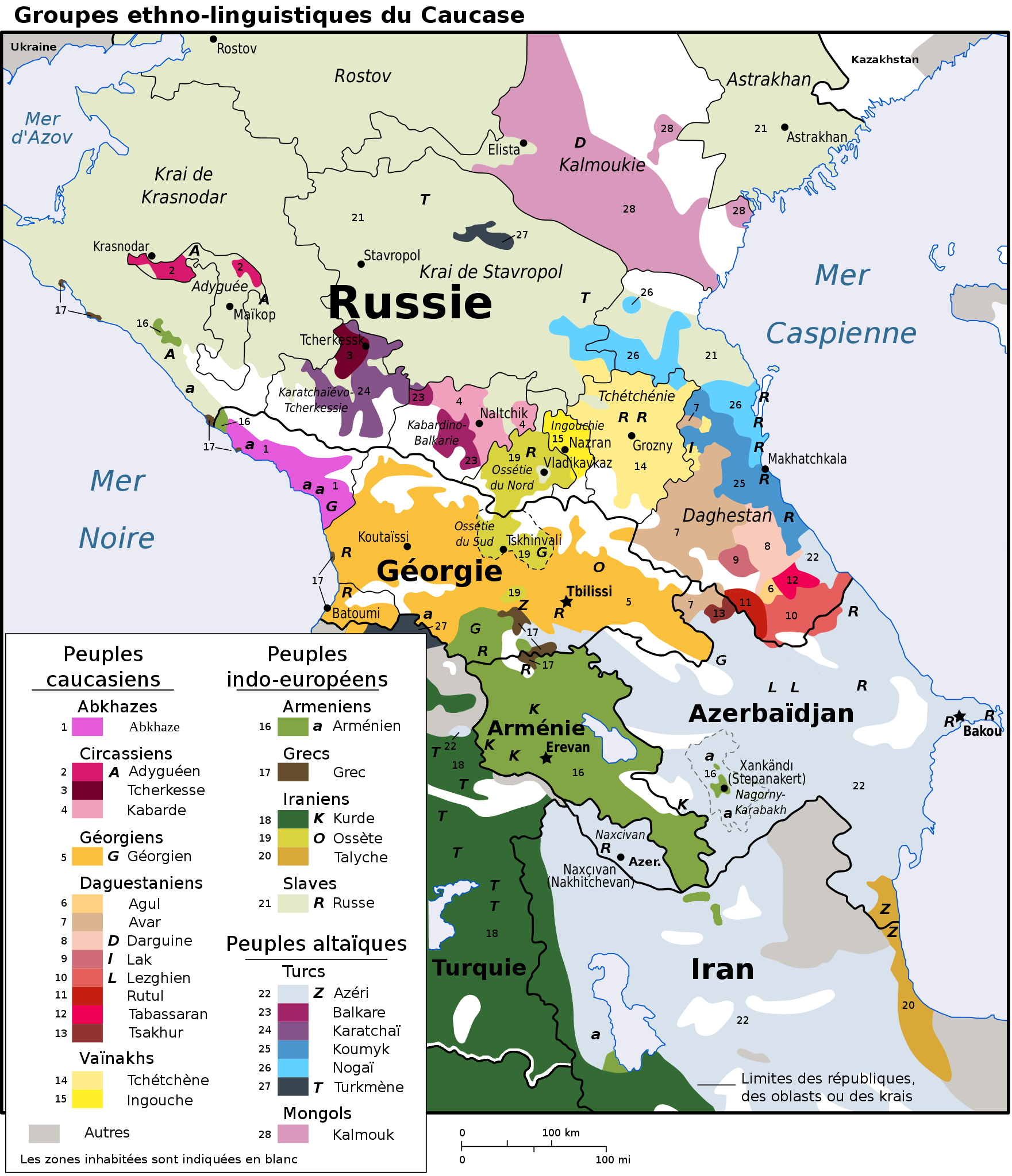
Ethnies et langues au Caucase.

Quant aux Kipchaks, la première mention en tant que groupe turcique distinct remonte à 1030, dans les écrits d'Al-Beyhaki, qui les localise à proximité des frontières du Khwarezm. Cependant, le terme Kipchak est déjà connu au VIIIe siècle tel qu'on le retrouve sur une stèle dédiée à Bayan-chor khan. Ce terme est utilisé par la suite comme un nom générique pour divers groupes nomades situés au-delà du Syr Darya. Les Kipchaks émergent principalement après la chute du Khaganat Kimek au XIe siècle, à la suite de migrations de tribus venues de l’Est. Ils incluent des groupes tribaux divers qui s'intègrent à leur structure tribale. Les Kipchaks apparaissent peut-être dans l'inscription de Moyun Chur du VIIIe siècle siècle sous le nom de Türk-Qïbchaq, mentionné comme ayant fait partie du Khaganat turc pendant cinquante ans. La relation entre les Kipchaks et les Coumans n’est pas claire, mais semblent avoir une origine commune.

### Transition de Kipchak à Coumans
Après l'effondrement du Khaganat Göktürk, les Kipchaks sont alors liés aux Kimeks qu'ils rejoignent au VIIIe siècle et se déplacent vers l'ouest, jusqu'aux rivières Irtych et Tobol. Au IXe siècle, Ibn Khordadbeh indique qu'ils bénéficient d'une autonomie au sein de la confédération Kimek. Au Xe siècle, dans l'Hudud al-'Alam, les Kimek auraient nommés un Gurkhan Kipchak et dirigent des attaques qui étendent davantage les territoires vers l'ouest jusqu'au Syr-Daria. Trois groupes se distinguent, les Kipchaks de la steppe pontique, les Kipchaks du Syr-Daria (très associé aux Khwarezmchahs) et les Kipchaks de Sibérie, formant ultérieurement les Tatars de Sibérie.
Au début du XIe siècle, des migrations nomades turciques provenant de l'est se dirigent vers le monde islamique. Les premières vagues se déroulent en 1017-18 et traversent le Khanat Qarakhanide. L'origine de la terminologie Couman est incertaine, et les moyens par lesquels ils s'intègrent et se mêlent aux Kipchaks sont indéterminés. Ils ne forment cependant pas un khaganat à proprement parler, mais un ensemble de nations dirigées chacune par un khan indépendant. Ils s'allient de 1087 à 1091 à l'Empire byzantin pour combattre les Petchénègues, qui s'étaient attaqués aux Byzantins après avoir été chassés.
À la fin du XIe et du début du XIIe siècle, ils entrent successivement en conflit avec le Kwarezm, les Karakhanides, la Rus' de Kiev et les Magyars. Au contact des deux premiers, nombre d'entre eux se convertissent à l'Islam.
L'histoire des Kipchaks orientaux est mal connue, cependant, les Kipchaks occidentaux sont mieux connus, notamment grâce aux écrits des byzantins et des slaves. 1089, ils furent vaincus par le roi Ladislas Ier de Hongrie puis de nouveau, par la Rus' de Kiev de Vladimir II Monomaque, qui réussit à repousser les Coumans au-delà du fleuve Don. Sous leur khan Kontchak, ils interférèrent dans les guerres féodales russes et ils affrontèrent Igor, le prince de Novhorod-Siverskyï en 1185. Alliés du prince Riourik Rostislavitch, chassé du pouvoir par un autre prince russe et appuyé sur des Polovtses pour remonter sur le trône, ils s'emparèrent de Kiev en 1203. 
Les différents raids contre les Rus' de Kiev durant le XIIe siècle sont le fruit d'une politique extérieure visant à maintenir sous pression militaire les petits États afin de récolter un tribut. Des raids sont particulièrement fréquents le long de la route commerciale des Varègues aux Grecs depuis le XIe siècle.

### Invasion mongole et diaspora
Lors de l'invasion mongole, sous le règne du Khan Köten, les Coumans sont défaits face aux Mongols et se réfugient au sein de la Principauté de Kiev. Ils forgent des alliances matrimoniales avec plusieurs principautés afin de faire face à l'invasion. Les armées se rencontrent lors de la bataille de la Kalka en 1223. Cependant, les camps militaires russes ne tardent pas à être encerclés par les Mongols, forçant les Coumans à fuir. Lorsque les troupes mongoles traversent la Volga en 1236, elles prennent pour cible en priorité les nomades Coumans. 
Une partie des vaincus ne tardent pas à rejoindre l'armée mongole. Une autre partie, dirigée par le Khan Köten, rejoint la Hongrie dans laquelle le roi Béla IV leur accorde l'asile en l'échange de leur christianisation. Cependant, cette portion des Coumans se disperse à la suite de l'assassinat du Khan et de ses proches.

## Postérité
Après la chute des Coumans et la dispersion de leurs populations, une grande partie devient mercenaire. Les Mamelouks sont par ailleurs composé de nombreux Coumans. En 1239-1240, des nomades coumans fuyant les Mongols traversent le Danube. Ce groupe, estimé à 10.000 personnes, tentent de s'installer en Thrace. Jean III Doukas Vatatzès les invite à rejoindre certains et les aide à s'installer dans certaines régions de l'Anatolie. Les Manavs (en) sont les descendants de ces réfugiés,.
Les Coumans se dispersèrent après la conquête de leur territoire par les Mongols de Batu, et se mêlèrent à de nombreux autres peuples, comme les Tatars de Crimée, les Nogaïs du Caucase, les Bachkirs et les Kazakhs d'Asie centrale, peut-être les Gagaouzes d'Europe orientale.
Ils donnèrent leur nom au khanat mongol de la Horde d'or, aussi appelé khanat de Kiptchak, sur lequel régnèrent aux XIIIe et XIVe siècles les descendants de Djötchi, fils aîné de Gengis Khan, et qui, outre leur domaine d'origine, englobait une bonne partie de l'actuel Kazakhstan et du Sud-Ouest de la Sibérie où la steppe était jusqu'en 1920 appelée « steppe des Kiptchaks ».
Les Coumans restés à l'est et au sud des Carpates s'établirent dans un pays nommé par les Magyars Grande-Coumanie (Nagy-Kunorszag), dans une zone où ils contribuèrent à la fondation des principautés roumaines de Moldavie et Valachie. Ils s'établirent aussi dans le comté transylvain de Bârsa où ils furent combattus par l'Ordre Teutonique envoyés par le roi André II de Hongrie.
Les trouvailles archéologiques facilement attribuables à la civilisation coumane sont rares, car les Coumans étaient peu nombreux et s'assimilèrent aux populations environnantes. Les Coumans établis dans le bassin du bas-Danube donneront quatre dynasties au royaume bulgaro-valaque : les Assénides, les Terterides (en), les Chichmanides (dont le fondateur fut un boyard bulgare d'origine coumane nommé Shishman) et les Basarab (du couman Basar-Ata : « puissant père ») qui fondèrent plus tard la principauté de Valachie.

## Description

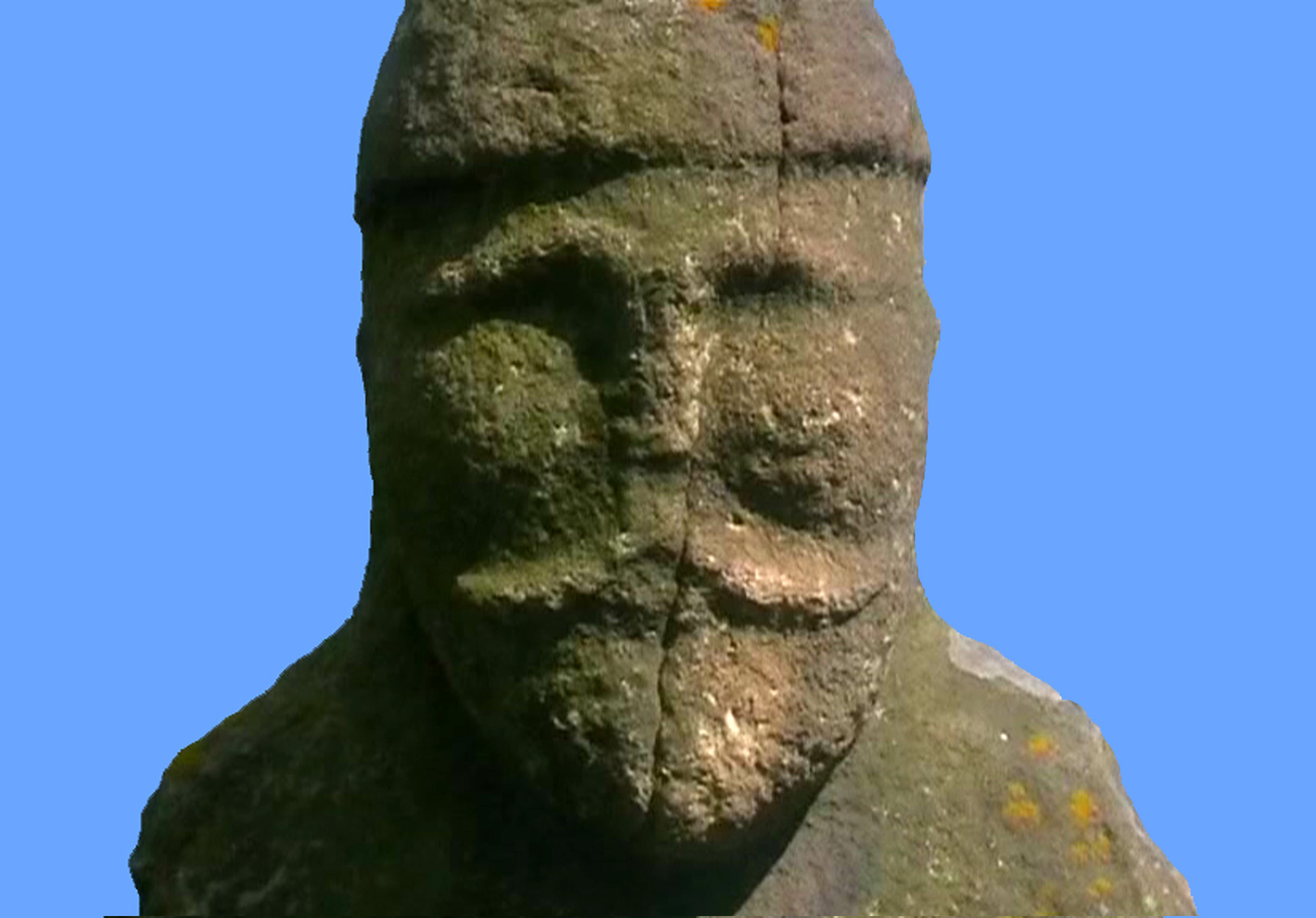
Sculpture du XIIe siècle représentant un Couman (Louhansk, Ukraine).

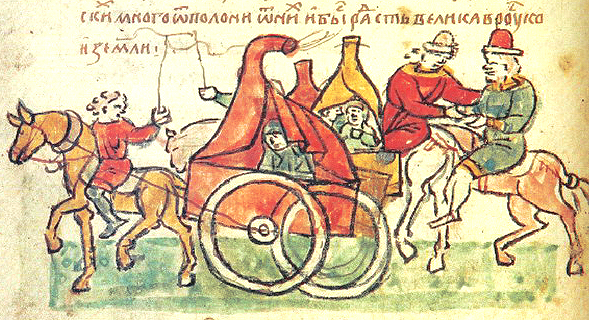
Les Coumans dans la Chronique des Radziwiłł.

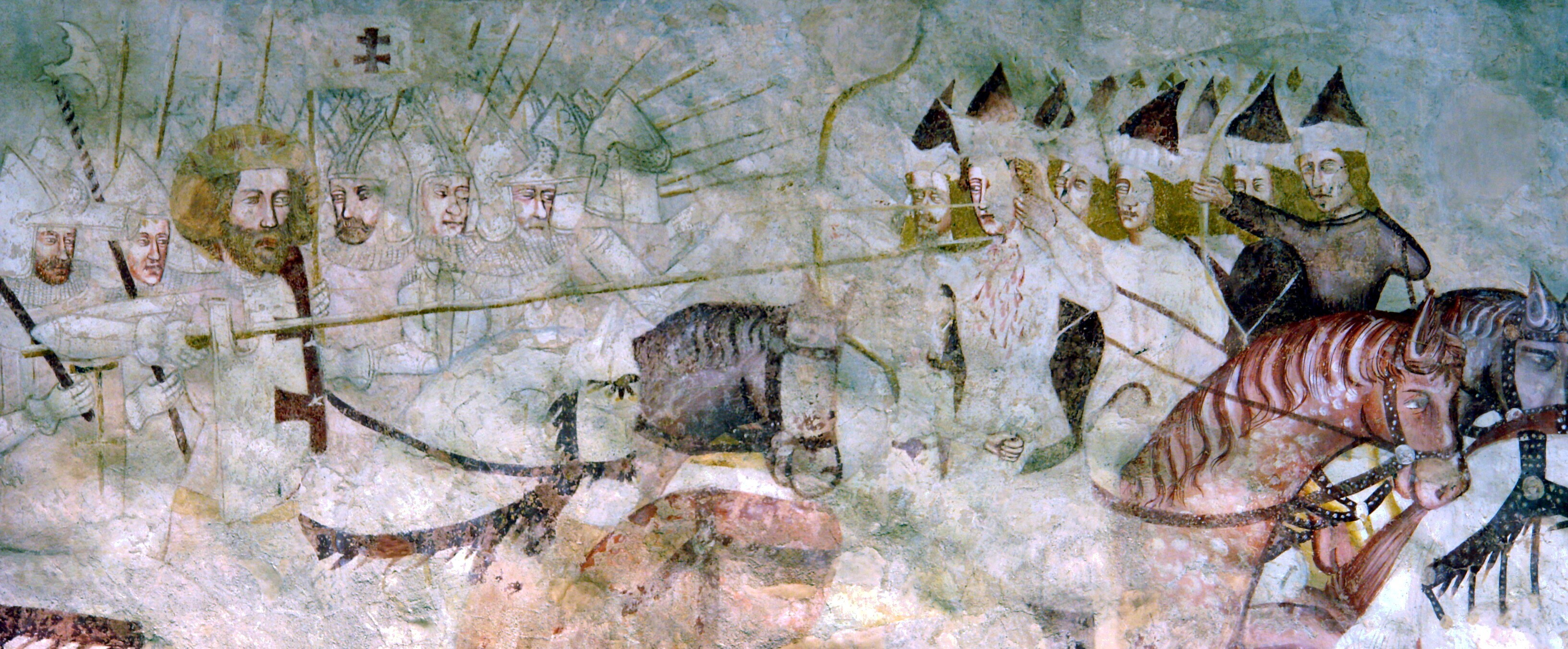
Le roi Ladislas Ier de Hongrie (à gauche) poursuivant les Coumans (peinture murale de l'église de Kraskovo, Slovaquie, vers 1300).

Les Coumans furent décrits comme des guerriers nomades, vivant dans des tentes de feutre, et qui se nourrissaient surtout de lait, de fromage et de viande. Ils étaient vêtus de peaux de mouton et étaient armés d'arcs composites. Leurs chevaux avaient un sac pour l'alimentation attaché à la bride et selon la légende, en un jour et une nuit, ils pouvaient parcourir l'équivalent de sept jours de marche (soit environ 150 km). Ils partaient en campagne sans aucun bagage, et quand ils revenaient ils prenaient tout ce qu'ils pouvaient transporter. Une caractéristique typique des Coumans était le port de la moustache. Leur costume traditionnel se composait d'un pantalon et d'un caftan, chacun attaché par une ceinture. Les hommes étaient rasés au sommet de leur tête, tandis que le reste de la chevelure était tressée en plusieurs nattes. Cette tenue a été portée par les cosaques jusqu'au XVIIIe siècle. Les Coumans portaient couramment des chapeaux pointus en feutre. Une autre caractéristique des Coumans était leurs masques raffinés dont ils se servaient dans la bataille et qui protégeaient et masquaient leur visage.
Selon les descriptions de l'époque, les Coumans étaient « beaux, blonds aux yeux bleus » et se distinguaient physiquement de leurs voisins petchénègues, décrits comme des gens « trapus, laids, au teint olivâtre et aux longs cheveux noirs ».

## Société
La société kipchak se structurait autour de khans indépendants et de tribus alliées. Ces alliances ont permis aux Kipchaks de résister aux invasions extérieures et de se déplacer vers l’ouest, notamment face aux menaces mongoles au début du XIIIe siècle. Les Kipchaks orientaux sont moins documentés que leurs homologues occidentaux, qui sont mieux connus grâce aux sources byzantines et slaves.
Après l'invasion mongole, les Kipchaks perdent leur structure tribale d’avant l’invasion. Les survivants sont assimilés dans les tribus mongoles dominantes de la Horde d’Or et adoptent les ethnonymes de ces nouvelles affiliations. Par exemple, les Kipchaks du territoire des Manguts sont devenus des Manghits.

## Langue

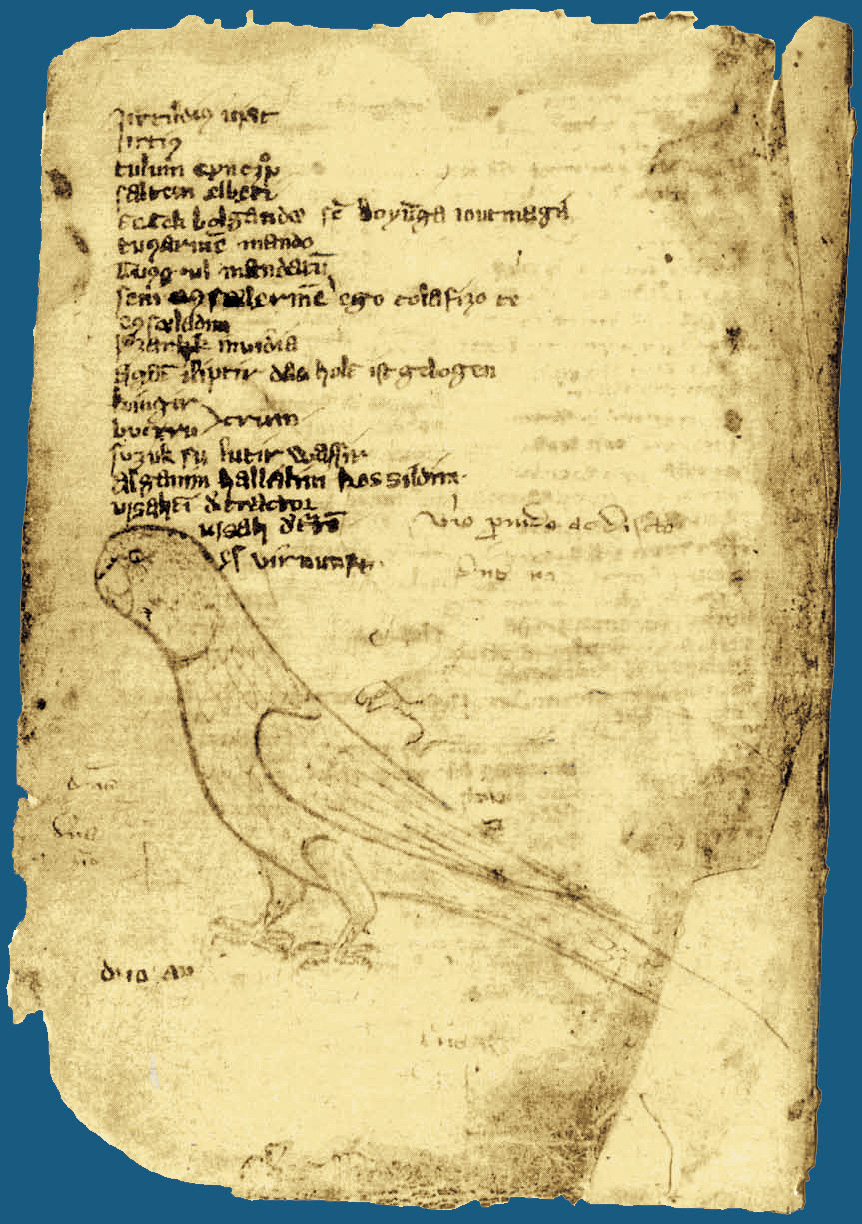
Une page du Codex cumanicus, manuel linguistique du Moyen Âge destiné à la communication avec les Coumans, ou Polovtses.

La langue kiptchak constitua longtemps une lingua franca, une sorte de turc « moyen », dans les relations avec les marchands génois et vénitiens installés dans les comptoirs de Crimée. Un document d'un intérêt tout particulier, le Codex cumanicus écrit au XIIIe siècle et conservé à la Biblioteca Marciana de Venise, donne des lexiques dans cette langue.
Leur influence laissa un certain nombre de toponymes ou de noms de famille dans les pays de l'Est. Ainsi, par exemple, en hongrois, Kun signifie Couman et, en roumain, il existe des noms de famille assez répandus, Coman, Comaniciu, Nadia Comăneci|Comăneci, ainsi que des noms de localités : Comana, Comăna de Jos, Comăna de Sus, Comăneşti, ainsi de suite.
Les derniers locuteurs du kiptchak disparurent seulement au début du XXe siècle : il ne s'agissait pas de populations turques mais d'Arméniens et de Juifs qui avaient fui l'Anatolie durant les invasions turques du XIe siècle et étaient arrivés en Pologne-Lituanie au XIVe siècle. Durant leur périple, ils avaient emprunté la langue vernaculaire des Coumans et parlaient l'arméno-kiptchak et le judéo-kiptchak. En 1930, à Cracovie, on trouvait encore de vieux Arméniens polonisés sachant chanter de vieilles comptines kiptchaques. En Hongrie, le dernier locuteur connu de la langue coumane, István Varró, est mort en 1770.

## Religion

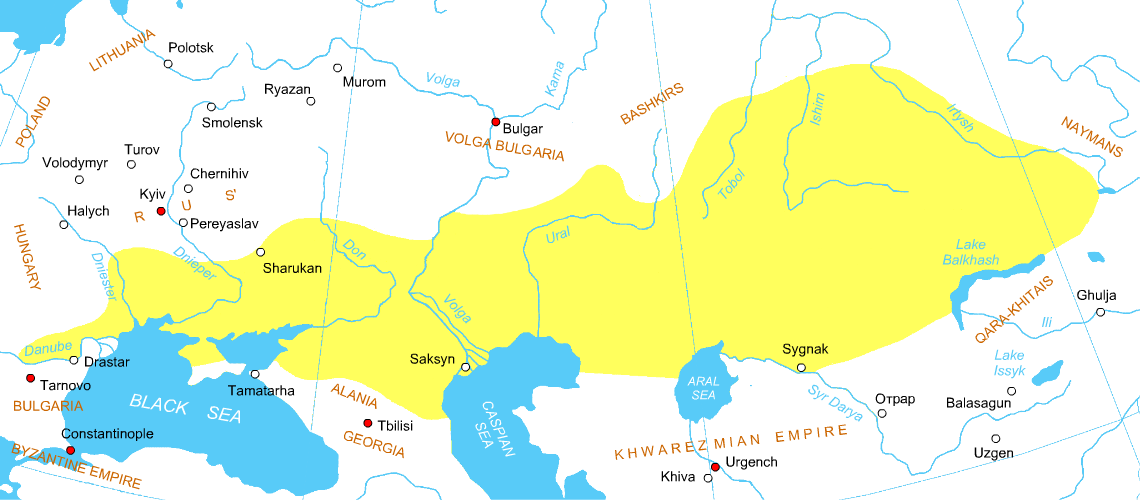
Autre carte de la Coumanie vers 1200

Dans le Caucase, les Coumans se convertirent au christianisme vers le XIe siècle à la suggestion des Géorgiens, lorsqu'ils furent leurs alliés dans leurs luttes contre les musulmans. Un grand nombre furent baptisés du temps du roi David IV de Géorgie. À partir de 1120, il y eut même une église chrétienne kipchaque et un clergé important. Au XIIIe siècle, en Hongrie, les Coumans occidentaux de la Petite-Coumanie (Kis-Kun) adoptèrent le catholicisme (mais devinrent calvinistes plus tard). Les Coumans de Hongrie composaient aussi une partie de l'archidiocèse d'Esztergom. Le diocèse catholique de la Grande-Coumanie (Nagy-Kun) fut fondé à Milcov en 1227 et comprenait les régions de Valachie et Moldavie, aujourd'hui en Roumanie et république de Moldavie. Ce diocèse dura jusqu'en 1523. Puis, aux XIIe et XIIIe siècles, l'islam se propagea à son tour parmi les Coumans, mais en 1241, leur conversion aux religions monothéistes était inachevée, comme en témoignent les funérailles d'un chef mercenaire couman du nom de Jonas, au service de Baudouin II de Courtenay, qui furent accompagnées de sacrifices d'hommes et de chevaux.

## Musique
En musique, ils sont associés aux célèbres Danses polovtsiennes de l'opéra Le Prince Igor d'Alexandre Borodine. L'œuvre a visiblement été inspirée par Le Dit de la campagne d'Igor.